# The Tangle
The Tangle est un film muet américain réalisé par Francis Ford et sorti en 1914.

## Fiche technique
- Réalisation : Francis Ford
- Scénario : Grace Cunard
- Production : Pat Powers
- Date de sortie : États-Unis : 31 juillet 1914

## Distribution
- Grace Cunard
- Francis Ford
- Ernest Shields
- Wilbur Higby